# Little Canada (Minnesota)
Little Canada – miasto w Stanach Zjednoczonych, w stanie Minnesota, w hrabstwie Ramsey.